# First Hawaiian Center
Le First Hawaiian Center est, depuis 1996, le plus haut gratte-ciel de Honolulu, à Hawaï. Son architecte est le cabinet Kohn Pedersen Fox. Sa construction, qui s’est déroulée de 1993 à 1996, a coûté 175 millions de dollars. Le First Hawaiian Center abrite le siège de la First Hawaiian Bank.
Comptant 30 étages, l’édifice a une hauteur de 131 mètres.